# Riera de Calonge
De Riera de Calonge is een korte rivier in Catalonië. Hij ontspringt bij de samenvloeiing van de Riera dels Molins en de Rifred, zuidoostelijk van het historische centrum van Calonge en mondt uit in de Middellandse Zee in de deelgemeente Sant Antoni de Calonge.
Het debiet van de rivier is sterk seizoengebonden en de meeste tijd van het jaar staat hij bovengronds droog. Sedert de toeristische explosie van de jaren zeventig van de vorige eeuw en het teveel aan opgepompte water, is de grondwaterspiegel in het bekken van de Riera de Calonge sterk gezakt en zeer onderhevig aan verzilting door infiltrerend zeewater. Anderzijds leidde de toenemende verstedelijking ertoe dat in geval van sterke regen het water veel sneller wordt afgevoerd en het overstromingsgevaar toeneemt.
Om het overstromingsgevaar te beperken worden de laatste 2 km van de rivier gekanaliseerd. Deze werken krijgen veel kritiek, zowel uit landschappelijk als ecologisch standpunt. Deze bouwwerken herleiden de rivier tot de enige functie van afwateringskanaal om maximale bebouwing aan de oevers mogelijk te maken.

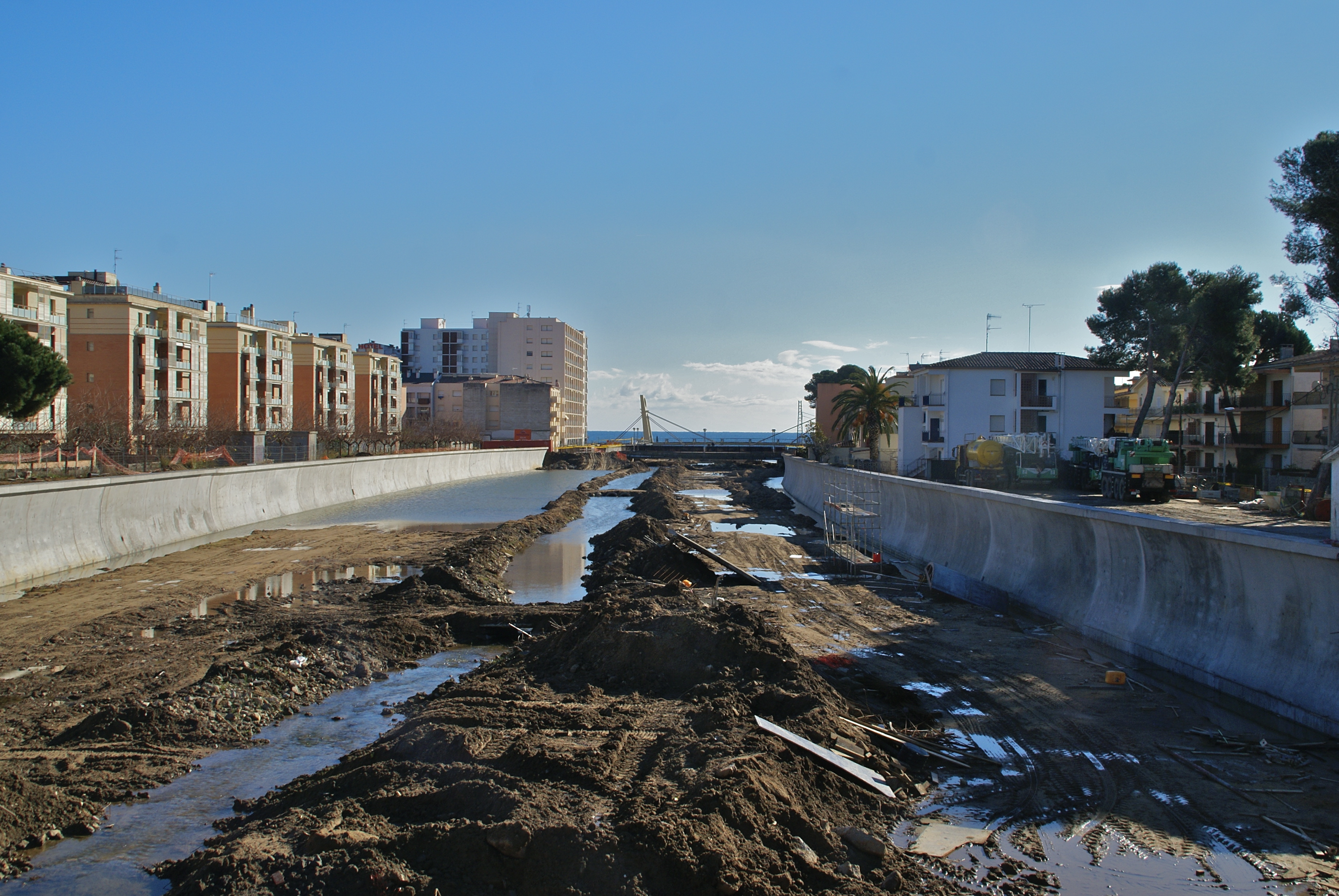
Kort voor de monding in de Middellandse Zee
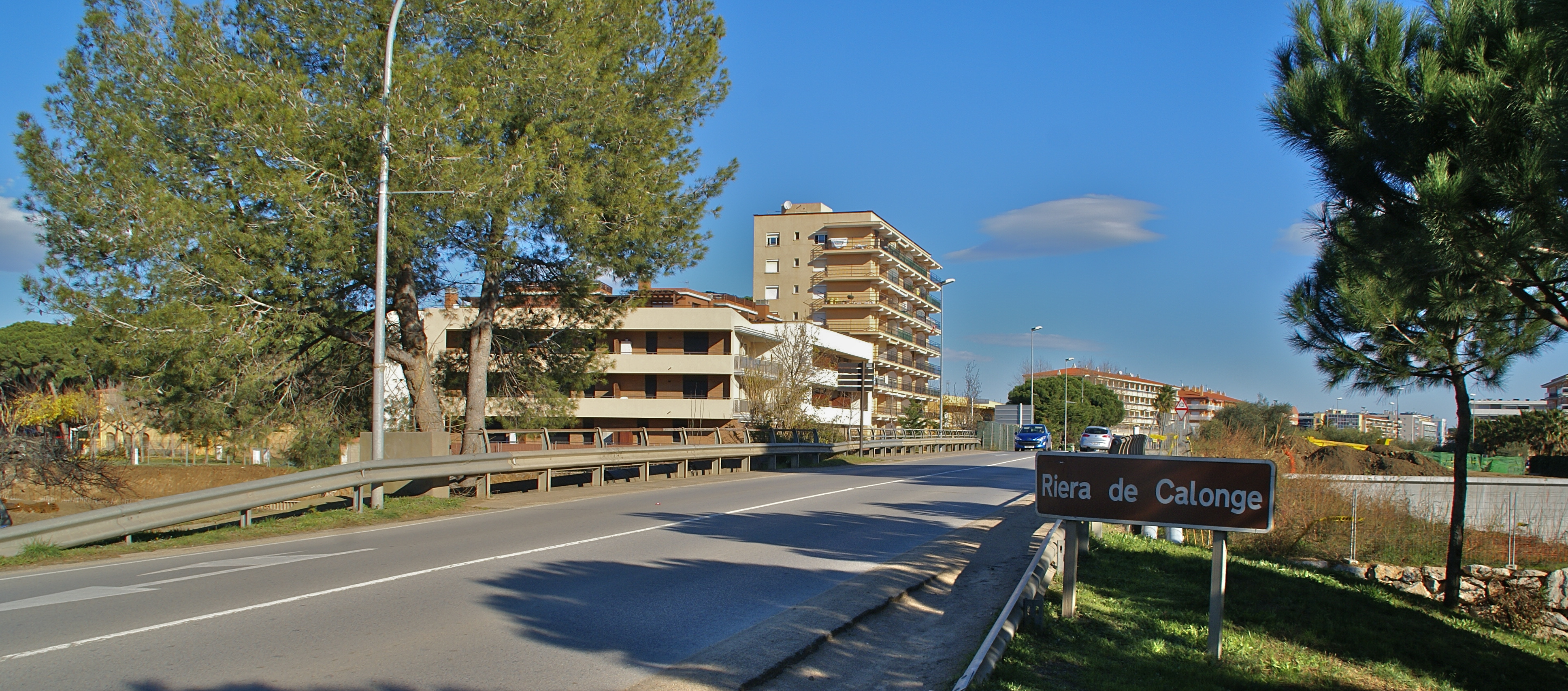
De brug over de C-253
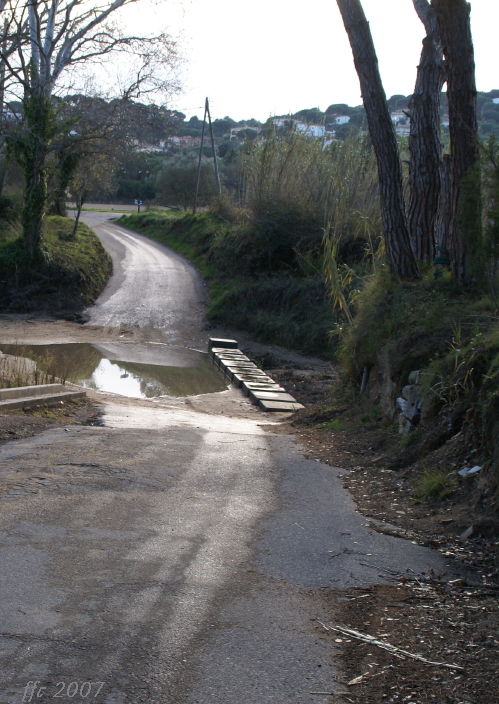
Voorde (doorwaadbare plaats), vado of gual
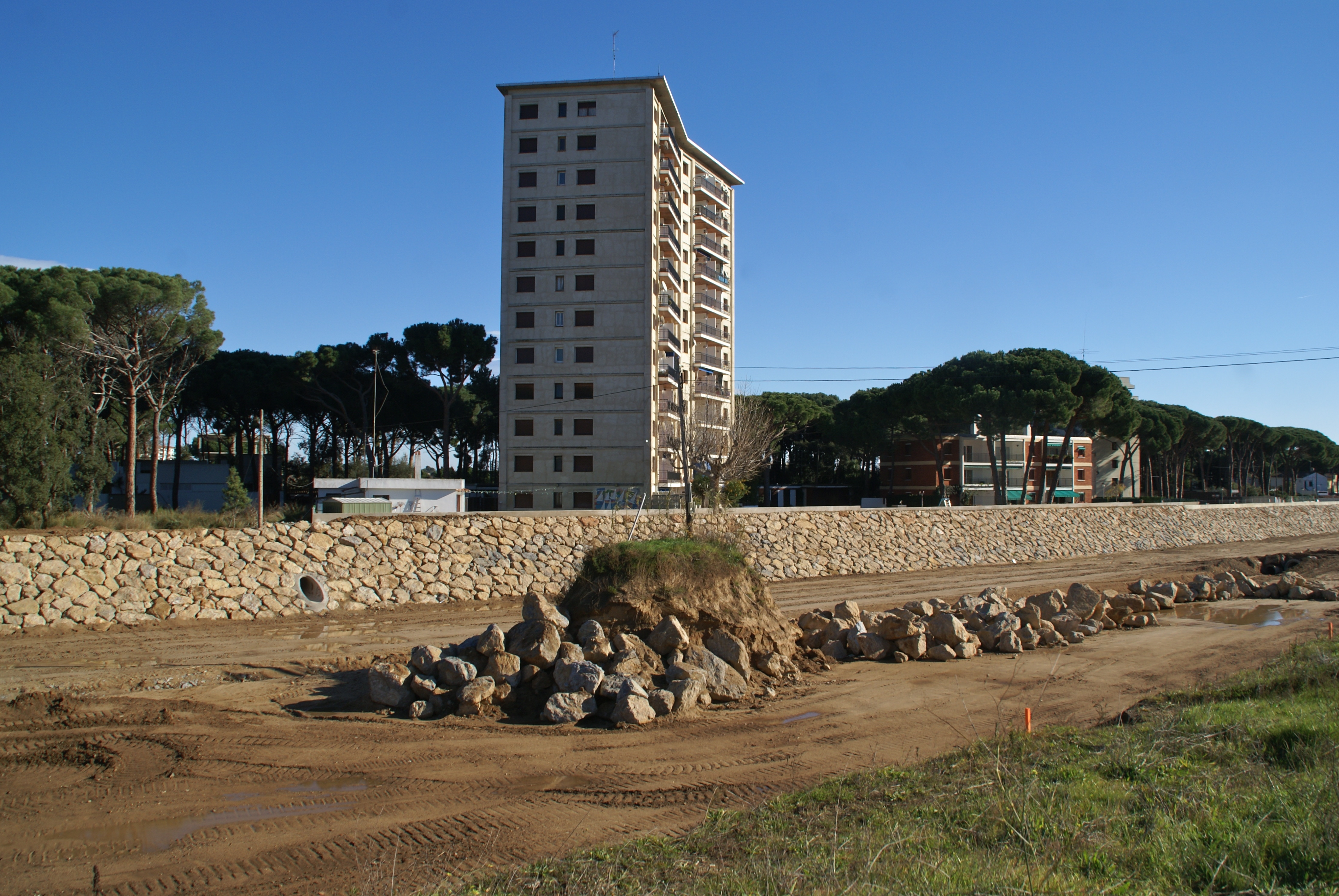
De kanaliseringswerken